# 147421 Gárdonyi
147421 Gárdonyi è un asteroide della fascia principale. Scoperto nel 2003, presenta un'orbita caratterizzata da un semiasse maggiore pari a 2,9130128 UA e da un'eccentricità di 0,0662849, inclinata di 6,97505° rispetto all'eclittica.